# Бенсон, Брендан
Брендан Бенсон (англ. Brendan Benson, 14 ноября 1970, Ройал-Ок, Мичиган) — американский музыкант и автор песен. Он поёт и играет на гитаре, бас-гитаре, клавишных и ударных. Сольно выпустил четыре альбома и сейчас является участником группы The Raconteurs.
Бенсон и его жена Бриттани сейчас живут в Нэшвилле, Теннесси. У них родился сын Деклан 21 апреля 2010 года.

## Музыкальная карьера

### One Mississippi
Его дебютный альбом One Mississippi был издан в 1996 на Virgin Records. Альбом получил хорошие оценки от музыкальной прессы, но провалился с продажами. Он не смог разойтись достаточным тиражом и Virgin Records разорвал с ним контракт. Брендан начал тур с музыкантами из The Well Fed Boys, включая его друга Вуди Сандерса на ударных и Топпера Рамеля (Robots In Disguise, The Origin) на басу. Группа делила хэдлайнерское место во второй части их тура с Heatmiser. Бенсон и The Well Fed Boys также отыграли несколько концертов в Японии и выступили на телевидении в Париже до распада в 1997.

### Lapalco
В 2002 году, следующим после One Mississippi был издан Lapalco. И опять аплодисменты критиков обрушились на него, но на этот раз альбом получил, в определенной степени, коммерческий успех, продав более чем в три раза больше копий, чем One Mississippi. Песня «Good To Me» на этот раз появилась на Британском шоу Teachers в третьей серии; так же был записан кавер группой The White Stripes для B-side сингла Seven Nation Army. Песня «Tiny Spark» была сыграна в фильме А вот и Полли.
Во время тура, Бенсон сыграл на Фестивале Рединга и Лидса и закончили своё представление песней «Jet Lag» вместе с гостями Мег Уайт из The White Stripes, также с участниками The Datsuns and Soledad Brothers.
В 2003 Бенсон переиздал его дебютный альбом с бонусными треками, включая неизданный Wellfed Boy EP.
Также в 2003 Бенсон издал EP Metarie, с группой The Wellfed Boys. Диск включал песню Пола Маккартни «Let Me Roll It» с бэк-вокалом его друга, а потом и соучастника группы The Raconteurs; Джека Уайта. Это была первая песня, написанная не Бенсоном, и изданная на его диске. Другой кавер «Strong Boy» Gram Parsons, Safe at Home, был издан как B-side в 2005.

### The Alternative to Love
В 2005 году Брендан Бенсон выпустил свой третий альбом, The Alternative to Love и проводил успешный тур по США, Великобритании и Европе с его новой группой The Stiff Tissues.
«Spit It Out» был первым синглом, который достиг UK Top 75, и который привлек внимание к Бенсону.
«Cold Hands Warm Heart» появлялся во многих рекламах и ТВ-шоу и «What I’m Looking For» использовался во многих национальных компаниях. Этот альбом достиг #70 в UK Albums Chart.

### The Raconteurs
Бенсон также участник группы The Raconteurs, где также участвуют Джек Уайт, из The White Stripes and The Dead Weather, и 2 участника коллектива The Greenhornes, Джек Лоуренс и Патрик Килер. Бенсон и Уайт работают вместе над написанием песен. Первый альбом группы, Broken Boy Soldiers, был издан в США 15 Мая, 2006, с первым синглом «Steady, As She Goes».
Он также работал продюсером The Greenhornes, The Nice Device, The Mood Elevator (измененный The Wellfed Boys), Whirlwind Heat, и Stiff Tissues участник группы Дина Фертита, The Waxwings.
The Raconteurs выпустили свой второй альбом, Consolers of the Lonely 25 марта 2008.

### My Old, Familiar Friend
Последний альбом Брендана Бенсона, "My Old, Familiar Friend, " прошёл долгий процесс исканий и изменений, прежде чем вышел в свет.
В марте 2007, Маленькое количество демок со скоро выходящего альбома были размещены на MySpace. «Feel Like Taking You Home» был первым появившимся. Через некоторое время «Forget», «Poised And Ready» и «Go Nowhere» просочились в интернет.
Позже он выложил больше песен на MySpace, включая «Lesson Learned», «Eyes On the Horizon» и «Untitled.» Дин Фертита, который играл на клавишных у The Raconteurs и сейчас играющий в Queens of the Stone Age и The Dead Weather, участвовал во всех записях с Бенсоном.
В Октябре 2007 две новых песни «Purely Automatic» и «Will it Keep» были опубликованы на официальном сайте Брендана, предположительно заканчивавших альбом. В Ноябре 2008, Брендан загрузил новую песню «Playdown» на его MySpace, но она была быстро удалена. Он вскоре вернул её с другой песней «No One Else But You.» Позже, песня «O My Love» и «New Words Of Wisdom» были опубликованы на его странице. Потом он добавил «I’ll Never Tell», «Happy Most of the Time», «Only In A Dream» (кавер Янга Хайнеса) и «Diamond» на его MySpace страницу. 18 марта 2009 KRCW сыграл «A Whole Lot Better», а 10 мая 2009 KRCW сыграла другую песню «Garbage Day» обе песни закончили четвёртый альбом. Название «My Old, Familiar Friend» и трек-лист были показаны 4 июня 2009. Альбом был издан 18 августа, 2009.

## Музыкальное оборудование
Электрогитары:
- 1959 Guild Aristocrat
- 1965 Epiphone Casino
- Fender Telecaster
- James Trussart SteelCaster
- Gibson Flying V

Акустические гитары:
- Gibson Country and Western

Усилители:
- 1963 Vox AC30

## Дискография
Альбомы
- One Mississippi (1996)
- Listen Up! (as part of The Mood Elevator) (2000)
- Lapalco (2002)
- Married Alive (as part of The Mood Elevator) (2003)
- The Alternative to Love (2005) #70 UK
- Broken Boy Soldiers (as part of The Raconteurs) (2006)
- Consolers of the Lonely (as part of The Raconteurs) (2008)
- My Old, Familiar Friend (2009) #110 US
- What Kind of World (2012)
- You Were Right (2013)
- Dear Life (2020)

EP
- Folk Singer (2002)
- Metarie (2003)

Синглы
- «Folk Singer» (22 апреля, 2002)
- «Tiny Spark» (8 июля, 2002)
- «Good To Me» (28 октября, 2002)
- «Metarie» (14 апреля, 2003)
- «Spit It Out» (28 марта, 2005) — #75
- «Cold Hands (Warm Heart)» (4 июля, 2005)
- «What I’m Looking For» (7 ноября, 2005)
- «A Whole Lot Better» (август 2009)
- «Feel Like Taking You Home»

Видео
- «Sittin Pretty» (1996)
- «Crosseyed» (1996)
- «Tiny Spark» (2002)
- «Metarie» (2003)
- «Spit It Out» (2005)
- «Cold Hands (Warm Heart)» (2005)

Steady as she Goes (2006)
Broken Boy Soldier (2006)
Hands (2006)
Level (2006)
Salute your Solution (2008)
Old Enought (2008)
Рецензии
- Рецензия на альбом The Alternative to Love в журнале FUZZ № 11, 2006 год